# Australásia nos Jogos Olímpicos de Verão de 1908
Australásia era o nome de uma equipe combinada da Austrália e Nova Zelândia (ambos países independentes) que participou dos Jogos Olímpicos de Verão de 1908 em Londres, no Reino Unido. Conquistou 1 medalha de ouro, 2 medalhas de prata e 2 de bronze, somando 5 no total. Ficou na décima primeira posição no ranking geral.

## Medalhas
| Atleta | Esporte                                                                                              | Evento                          | Medalha |
| --- | --- | ------------------------------- | ------- |
| \| Bede Smith Charles Russell Tom Richards Syd Middleton Charles McMurtrie Chris McKivat Paddy McCue Arthur McCabe \| Malcolm McArthur Jack Hickey Thomas Griffin Robert Craig Dan Carroll Phillip Carmichael John Barnett \| | Rugby                                                                                                | Masculino                       | Ouro    |
| Frank Beaurepaire | Natação                                                                                              | 400m livre masculino            | Prata   |
| Reginald Baker | Boxe                                                                                                 | Peso médio                      | Prata   |
| Frank Beaurepaire | Natação                                                                                              | 1500m livre masculino           | Bronze  |
| Harry Kerr | Atletismo                                                                                            | Marcha atlética 3500m masculino | Bronze  |
| Bede Smith Charles Russell Tom Richards Syd Middleton Charles McMurtrie Chris McKivat Paddy McCue Arthur McCabe | Malcolm McArthur Jack Hickey Thomas Griffin Robert Craig Dan Carroll Phillip Carmichael John Barnett |                                 |         |

## Desempenho

### Atletismo
| Atleta         | Prova                                  | Elim.     | Elim.    | Semifinal   | Semifinal   | Final       | Final             |
| Atleta         | Prova                                  | Tempo     | Pos.     | Tempo       | Pos.        | Tempo       | Pos.              |
| -------------- | -------------------------------------- | --------- | -------- | ----------- | ----------- | ----------- | ----------------- |
| Harvey Sutton  | 800m masculino                         | ?         | 3º/bat.8 |             |             | Não avançou | Não avançou       |
| Joseph Lynch   | 1500m masculino                        | ?         | 5º/bat.2 |             |             | Não avançou | Não avançou       |
| Charles Swain  | 1500m masculino                        | ?         | ?/bat.3  |             |             | Não avançou | Não avançou       |
| George Blake   | 5 milhas masculino                     | +1 volta  | 3º/bat.1 |             |             | Não avançou | Não avançou       |
| Joseph Lynch   | 5 milhas masculino                     | DNF       | DNF      |             |             | Não avançou | Não avançou       |
| Victor Aitken  | Maratona masculina                     |           |          |             |             | DNF         | DNF               |
| George Blake   | Maratona masculina                     |           |          |             |             | DNF         | DNF               |
| Joseph Lynch   | Maratona masculina                     |           |          |             |             | DNF         | DNF               |
| Henry Murray   | 110m com barreiras masculino           | 16.3      | 2º/bat.1 | Não avançou | Não avançou | Não avançou | Não avançou       |
| Henry Murray   | 400m com barreiras masculino           | 59.8      | 2º/bat.3 | Não avançou | Não avançou | Não avançou | Não avançou       |
| Harry Kerr     | Marcha atlética 3500m masculino        | 16:02.2   | 2º/bat.1 |             |             | 15:43.4     | Medalha de bronze |
| Albert Rowland | Marcha atlética 3500m masculino        | 16:08.6   | 3º/bat.3 |             |             | 16:07.0     | 5º                |
| Harry Kerr     | Marcha atlética 10 milhas masculino    | 1:18:40.2 | 3º/bat.2 |             |             | Não avançou | Não avançou       |
| Albert Rowland | Marcha atlética 10 milhas masculino    | 1:21:57.6 | 5º/bat.1 |             |             | Não avançou | Não avançou       |
| Harry Kerr     | Salto em altura sem impulsão masculino | NM        | ?/Gr. C  |             |             | Não avançou | Não avançou       |

### Boxe
| Atleta         | Evento     | Oitavas                | Quartas                | Semifinais             | Final                  | Pos.             |
| Atleta         | Evento     | Adversário e resultado | Adversário e resultado | Adversário e resultado | Adversário e resultado | Pos.             |
| -------------- | ---------- | ---------------------- | ---------------------- | ---------------------- | ---------------------- | ---------------- |
| Reginald Baker | Peso médio | GBR W. Dees V KO       | GBR W. Childs V        | GBR W. Philo V KO      | GBR J. Douglas D       | Medalha de prata |

### Natação
| Atleta                                                                | Prova                  | Elim.   | Elim.    | Semifinal   | Semifinal   | Final       | Final             |
| Atleta                                                                | Prova                  | Tempo   | Pos.     | Tempo       | Pos.        | Tempo       | Pos.              |
| --------------------------------------------------------------------- | ---------------------- | ------- | -------- | ----------- | ----------- | ----------- | ----------------- |
| Frank Beaurepaire                                                     | 100m livre masculino   | 1:13.2  | 1º/bat.3 | ?           | 4º/bat.1    | Não avançou | Não avançou       |
| Theodore Tartakover                                                   | 100m livre masculino   | ?       | 2º/bat.1 | Não avançou | Não avançou | Não avançou | Não avançou       |
| Edward Cooke                                                          | 100m livre masculino   | ?       | ?/bat.6  | Não avançou | Não avançou | Não avançou | Não avançou       |
| Frank Beaurepaire                                                     | 400m livre masculino   | 5:49.2  | 1º/bat.4 | 5:44.0      | 1º/bat.2    | 5:44.2      | Medalha de prata  |
| Theodore Tartakover                                                   | 400m livre masculino   | 6:35.0  | 1º/bat.3 | Não avançou | Não avançou | Não avançou | Não avançou       |
| Edward Cooke                                                          | 400m livre masculino   | 5:57.4  | 2º/bat.6 | Não avançou | Não avançou | Não avançou | Não avançou       |
| Frank Beaurepaire                                                     | 1500m livre masculino  | 23:45.2 | 1º/bat.2 | 23:25.4     | 2º/bat.1    | 22:56.2     | Medalha de bronze |
| Frank Springfield                                                     | 1500m livre masculino  | 24:52.4 | 2º/bat.4 | Não avançou | Não avançou | Não avançou | Não avançou       |
| Edward Cooke                                                          | 200m peito masculino   | ?       | ?/bat.5  | Não avançou | Não avançou | Não avançou | Não avançou       |
| Frank Beaurepaire Frank Springfield Reginald Bake Theodore Tartakover | 4x200m livre masculino | 11:35.0 | 1º/bat.1 |             |             | 11:14.0     | 4º                |

### Rugby
| Equipe | Final                   | Pos.            |
| Equipe | Adversário e resultado  | Pos.            |
| --- | ----------------------- | --------------- |
| Bede Smith Charles Russell Tom Richards Syd Middleton Charles McMurtrie Chris McKivat Paddy McCue Arthur McCabe Malcolm McArthur Jack Hickey Thomas Griffin Robert Craig Dan Carroll Phillip Carmichael John Barnett | GBR Grã-Bretanha V 32-3 | Medalha de ouro |

### Saltos ornamentais
| Atleta         | Prova               | 1ª fase | 1ª fase | Semifinal   | Semifinal   | Final       | Final       |
| Atleta         | Prova               | Pts.    | Pos.    | Pts.        | Pos.        | Pts.        | Pos.        |
| -------------- | ------------------- | ------- | ------- | ----------- | ----------- | ----------- | ----------- |
| Reginald Baker | Trampolim masculino | 61,30   | 6º/5    | Não avançou | Não avançou | Não avançou | Não avançou |

### Tiro
| Atleta       | Prova                                   | Resultado | Resultado |
| Atleta       | Prova                                   | Pts.      | Pos.      |
| ------------ | --------------------------------------- | --------- | --------- |
| William Hill | Carabina 50m fixo masculino             | 354       | 16º       |
| William Hill | Carabina 25 jardas ponto cego masculino | 36        | 18º       |
| William Hill | Carabina 25 jardas móvel masculino      | DNF       | DNF       |